# Tachigali vasquezii
Tachigali vasquezii là một loài thực vật có hoa trong họ Đậu. Loài này được Pipoly miêu tả khoa học đầu tiên năm 1995.